# Turya-Klasse
Projekt 206M, wie ihr Basismodell Projekt 206, mit dem Decknamen Schtorm (russisch „Шторм“) (deutsch: „Sturm“) und von der NATO als Turya-Klasse bezeichnet, ist eine Klasse von Tragflügelbooten aus sowjetischer Produktion, die als Torpedoboote konstruiert wurden. Nach russischer Klassifikation ist es ein „Torpedo-Tragflügelboot“(russisch Торпедный катер на подводных крыльях).

## Entwicklung
Die Planung für das Projekt wurde als Weiterentwicklung von Projekt 206 1971 auf der Almas-Werft begonnen mit dem Ziel, die schwache Bewaffnung der 206-Schiffe durch einen Geschützturm zu verstärken. Dazu mussten die Boote verbreitert werden, bis ausreichend Platz und Stabilität für die Unterbringung eines fast 15 Tonnen schweren AK-725-Geschützturms gewonnen waren.

## Technik

### Rumpf und Antrieb
Der Rumpf wurde mit zehn wasserdicht verschließbaren Abteilungen geplant. Die schwere Bewaffnung und die notwendigen Anpassungen am Rumpf verdoppelten fast das Gewicht der Projekt-206M-Boote gegenüber Projekt 206.
Der Antrieb wurde im Vergleich zur Vorgängerklasse leicht modifiziert und die drei Motoren auf zwei Abteilungen verteilt. Trotz dreier Dieselmotoren vom Typ M504 mit insgesamt 15.000 PS und der Gleitfahrt auf Tragflügeln erhöhte sich die erreichbare Höchstgeschwindigkeit nicht, sondern sank von 45 kn bei Projekt 206 auf 44 kn bei Projekt 206M.
Die Reichweite wurde im Vergleich zur Projekt 206 etwas geringer und betrug nun 1450 sm bei 14 kn. Bei einer höheren Geschwindigkeit von 37 kn sank die Reichweite durch den erhöhten Brennstoffverbrauch auf 600 sm.

### Bewaffnung
Als Hauptbewaffnung waren, wie bei Projekt 206, 533-mm-Torpedos eingeplant. Man setzte je zwei OTA-53-206M-Rohre mittschiffs auf jede Schiffseite. Für die Rohre standen an Bord keine Reservewaffen zur Verfügung, so dass nach dem Verschuss der vier Waffen eine entsprechende Einrichtung angelaufen werden musste, die das Nachladen durchführte.
Es konnten verschiedene 533-mm-Torpedomodelle eingesetzt werden, die vom Modell 53-56 gegen Überwasserschiffe bis zum SET-65 reichten, der auch gegnerische U-Boote mit seiner aktiven- und passiven Sonarortung bis in Tiefen von 200 m verfolgen konnte.
Auf dem Achterschiff von Projekt 206M steht ein AK-725-Turm, in dem zwei 57-mm-L/75-Geschütze achsparallel montiert sind. Das radargelenkte Feuer der Waffe kann gegen Schiffs-, Land- und – in begrenztem Umfang – auch gegen Luftziele eingesetzt werden.
Zur Flugabwehr wurde ein 2M-3M-Geschütz mit zwei 25-mm-L/79-Maschinenkanonen auf die Back gesetzt.

### Elektronik

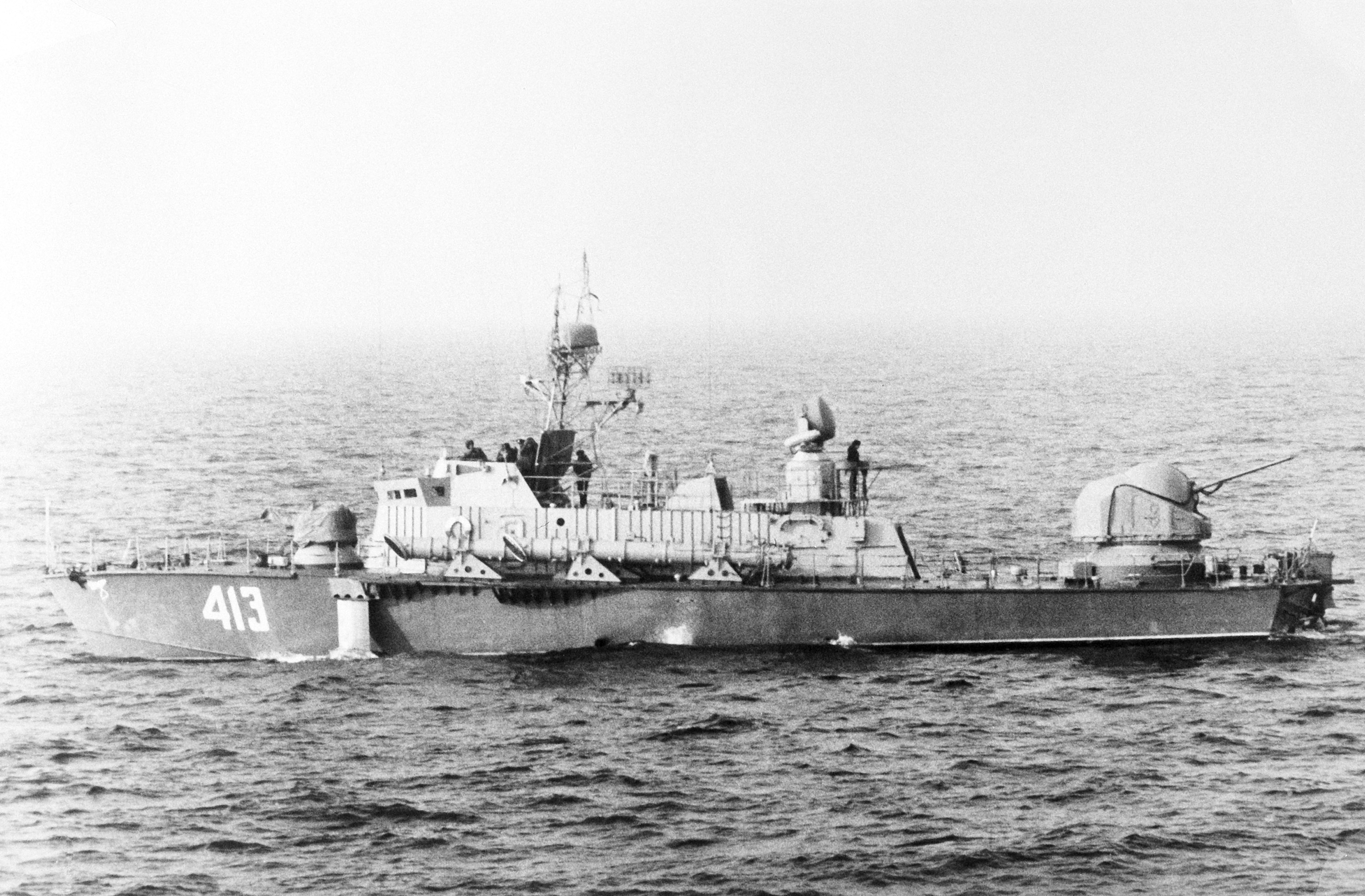
Anordnung der Waffen und Sensoren auf Projekt 206M auf dieser Aufnahme von 1985. Von rechts, der AK-725-Turm, gefolgt vom zugehörigen MR-103-Feuerleitradar, am Hauptmast die Antenne des Freund-Feind-Kennungssystems und das MR-102-Hauptradar. Auf der Back das, hier mit einem Wetterschutz abgedeckte, 2-M3M-Geschütz.

Es wurden unterschiedliche Radaranlagen verbaut, im Folgenden eine Auflistung der NATO-Bezeichnungen der Geräte:
- Zur Luft- und Oberflächensuche ist ein MR-102, NATO: Pot Drum, Radar auf dem Hauptmast installiert, Es arbeitet im X-Band.
- Zum Lenken des Waffenfeuers des AK-725-Turms ist ein Feuerleitradar vom Typ MR-103, NATO: Muff Cob, zwischen Mast und Geschützturm verbaut.
- Zur Freund-Feind-Erkennung ist ein von der NATO als High Pole B bezeichnetes System installiert.
- ein Tauch-Sonar vom Typ MG-329 „OKA“(NATO: Foal Tail) ist zur Suche nach U-Booten vorhanden.

## Varianten

### Projekt 206ME
Projekt 206ME ist eine Variante von Projekt 206M, die für den Export entwickelt wurde. Ihr fehlt das Sonarsystem der russischen Boote und die Torpedorohre gehören hier zum Modell OTA-53-206ME.

## Boote des Projekts 206M/ME
Es wurden 24 Boote des Projekt 206M und 16 des Projekts 206ME gebaut. Während die Projekt 206M auf vier verschiedenen Werften gebaut wurden, fertigte Werft 202 in Wladiwostok exklusiv sämtliche Exportboote.

### Derzeitiger Status
2004 befanden sich nur noch in Vietnam fünf Schiffe dieser Klasse im Dienst, die Einsatzbereitschaft und der Status sind allerdings unbekannt. Zwei davon haben weder Torpedorohre noch Sonar.
Die Coast Guard der Seychellen verfügt über ein Boot der Turya-Klasse.

## Bemerkungen
1. ↑  Auch unter der Bezeichnung „Almas“ bekannt.